# (7414) Bosch
(7414) Bosch (1990 TD8) – planetoida z grupy pasa głównego asteroid okrążająca Słońce w ciągu 5,67 lat w średniej odległości 3,18 j.a. Odkryta 13 października 1990 roku.